# Paulí Castells i Vidal
Paulí Castells i Vidal (Barcelona, 10 de maig de 1877 - 17 d'agost de 1956) fou un enginyer industrial i matemàtic català.

## Biografia
Fill de Francesc Castells i Canalias propietari natural de Sant Boi de Llobregat i de Paulina Vidal i Carreras natural de Barcelona (germana de Lluís Marià Vidal i Carreras). Paulí Castells es doctorà en Ciències, secció de fisicomatemàtiques, l'any 1898. Va ser catedràtic numerari d'Anàlisi matemàtica a l'Escola d'Enginyers Industrials de Madrid (1905-1907), com també catedràtic numerari (1907-1947) i director (1913-1931) de l'Escola d'Enginyers Industrials de Barcelona. Fou president de la Reial Acadèmia de Ciències i Arts de Barcelona (1945-1946).
Inventà un aparell que va anomenar balança algebraica, que ajuda a obtenir les arrels de les equacions algebraiques o transcendents amb una incògnita. La seva casa i l'enginy foren destruïts el març de 1938 pel bombardeig de l'aviació feixista en explotar un camió carregat de trilita a la confluència dels carrers Balmes i Gran-Via de les Corts Catalanes.
Casat amb Rosa Roig i Rafecas no varen tenir descendència.